# Berislav Grgić
Berislav Grgić (ur. 15 lutego 1960 r. w Novo Selo) – chorwacki ksiądz rzymskokatolicki, biskup i prałat Tromsø w północnej Norwegii w latach 2009–2023.

## Życiorys
Berislav Grgić urodził się w 1960 r. w Novo Selo, koło Banja Luki jako drugi z siedmiorga dzieci chorwackich rolników. Uczęszczał do chłopięcego seminarium, a następnie gimnazjum. Po jego ukończeniu zdecydował się na wstąpienie do seminarium duchownego w Zadarze. Święcenia kapłańskie otrzymał 29 czerwca 1986 r. z rąk biskupa Franjo Komarica w katedrze św. Bonawentury w Banja Luce. Następnie podjął pracę duszpasterską w diecezji Banja Luka, poznając przy tym wiele parafii. W 1988 r. został wysłany na studia na Papieski Uniwersytet Gregoriański w Rzymie.
W latach 1991–1992 wykładał w zadarskim seminarium duchownym. Podczas wojny domowej w Jugosławii udzielał pomocy potrzebującym, pracując w miejscowym Caritasie. Przez krótki czas potem pracował jako proboszcz w jednej z parafii swojej diecezji.
W 1996 r. został wysłany do Chorwackiej Misji Kościelnej w Norwegii. W latach 2004–2006 był wikariuszem generalnym i wikariuszem biskupim diecezji Oslo. W 2007 r. otrzymał godność prałata papieskiego. Od września 2007 r. administrował parafiami katolickimi w Oberhaching, w powiecie monachijskim (Niemcy), oraz parafią św. Stefana w Oberhaching i św. Bartłomieja w Deisenhofen.
18 grudnia 2008 r. papież Benedykt XVI mianował go biskupem-prałatem północnej Norwegii w Tromsø. Sakrę biskupią otrzymał 28 marca 2009 r. z rąk bpa Bernta Ivara Eidsvinga w Tromsø. Współkonsekratorami byli biskup Gerhard Schwenzer oraz biskup Franjo Komarica.
31 sierpnia 2023 r. papież Franciszek przyjął jego rezygnację z urzędu biskupa-prałata północnej Norwegii w Tromsø. 

## Odznaczenia
- Order Chorwackiej Jutrzenki w kat. zdrowie, opieka społeczna, promowanie wartości moralnych (2025)[4]